# Леонард Гаскін
Ле́онард Га́скін (англ. Leonard Gaskin; 25 серпня 1920, Нью-Йорк — 24 січня 2009, там само) — американський джазовий контрабасист. Співпрацював з Едді Кондоном, Діззі Гіллеспі, Чарлі Паркером, Майлзом Девісом, Дж. Дж. Джонсоном, Стеном Гетцом, Коулменом Гокінсом та іншими.

## Біографія
Народився 25 серпня 1920 року в Нью-Йорку, батьки були вихідцями з Тринідада. Зростав у Брукліні в районі Бедфорд-Стайвесант (який був заселений вихідцями з країн Карибського басейна), де часто виступали відомі джазові музиканти, серед яких ударник Макс Роуч, піаністи Дюк Джордан і Ренді Вестон. Деякий час вчився грати на піаніно, однак пізніше переключився на контрабас. 1943 року дебютував як професіональний музикант, коли разом з Роучем і Вестоном акомпанував танцівнику чечітки Кларку Монро, який пізніше відкрив один з найголовніших джазових клубів Monroe's Uptown House.
Виступав разом з штатним гуртом у на сцені Monroe's, а також грав у клубі Minton's Playhouse. 1944 року замінив Оскара Петтіфорда у бенді Діззі Гіллеспі у клубі Yacht Club, і пізніше виступав з Куті Вільямсом, Чарлі Паркером, Доно Баєсом, Едді Саутом і Чарлі Шейверсом. На відміну від багатьох своїх сучасників, Гаскін не вживав алкоголю і наркотиків, і продовжував жити в бруклінському будинку зі своєю сім'єю.
У 1949 році приєднався до тріо Ерролла Гарнера (з яким провів наступні п'ять років), а як сесійний музикант акомпанував Стену Гетцу, Дж. Дж. Джонсону і Біллі Холідей. 1957 року приєднався до гурту Едді Кондона Dixieland за рекомендацією кларнетиста Боба Вілбура; Гаскін (який був єдиним афро-американським учасником гурту) приєднася до Кондона під час гастролів у Великій Британії. До 1960 року переключився на студійну роботу як сесійний музикант, у 1962 році взяв участь у записі альбому The Freewheelin' Bob Dylan Боба Ділана, також акомпанував Джеймсу Брауну, Марвіну Гею, Літтлу Річарду, у 1961 році випустив дебютний як соліст альбом Leonard Gaskin at the Jazz Band Ball на лейблі на Swingville, за яким через рік вийшов Leonard Gaskin at the Darktown Strutters' Ball.
Викладав музику у школах Нью-Йорка у складі гуртів International Art of Jazz і the Good Groove Band. Виступав разом з ударником Олівером Джексоном на джазових фестивалях в Європі. Подарував власну джазову колекцію для Американського музичного архіву Національного музею американської історії.
Останні роки життя провів у будинку для престарілих Квінс. Помер 24 січня 2009 року у віці 88 років у Нью-Йорку.

## Дискографія
- Leonard Gaskin at the Jazz Band Ball (Swingville, 1961)
- Leonard Gaskin at the Darktown Strutters' Ball (Swingville, 1961)